# Grisen Skrikers EP
Grisen skriker's EP är en EP av det svenska punkbandet Grisen skriker, utgiven på skivbolaget Silence Records 1979 (ZING 106).
Låten "Sextiofem", innehållandes textraden "Fy fan för att bli 65", har figurerat i en reklamfilm för Föreningssparbanken. Skivan är en av titlarna i boken Tusen svenska klassiker (2009).

## Låtlista
1. "Dansa tills du dör"
2. "Ett tusen punks"
3. "Möglig svamp"
4. "Tänk om..."
5. "Sextiofem"

## Medverkande
- Henrik Hemsk – sång
- Hasse Hjälp – gitarr
- Martin Maskin – bas
- Mats Mums – trummor
- Per Precision – gitarr

### Fotnoter
1. ↑  ”Grisen skriker's EP”. Discogs.com. http://www.discogs.com/Grisen-Skriker-Grisen-Skrikers-EP/release/1995018. Läst 6 februari 2013.
2. ↑  Gradvall et al 2009, nr. 526